# Herbert Ø
Herbert Ø (Qeqertarsuaq) is een onbewoond eiland in de gemeente Qaasuitsup in het noordwesten van Groenland. Het eiland heeft een oppervlakte van 223km² en ligt op ongeveer 22 km van Qaanaaq. Het werd verlaten in de jaren 1990 en wordt nu alleen nog als zomernederzetting voor mensen uit de stad Qanaaq gebruikt. Op het eiland ligt het verlaten visserdorp Qeqertarsuaq.
Qeqertarsuaq (groot eiland) is de naam van meerdere eilanden in Groenland, zoals het veel grotere Qeqertarsuaq, ook wel Disko genoemd.